# Dual input

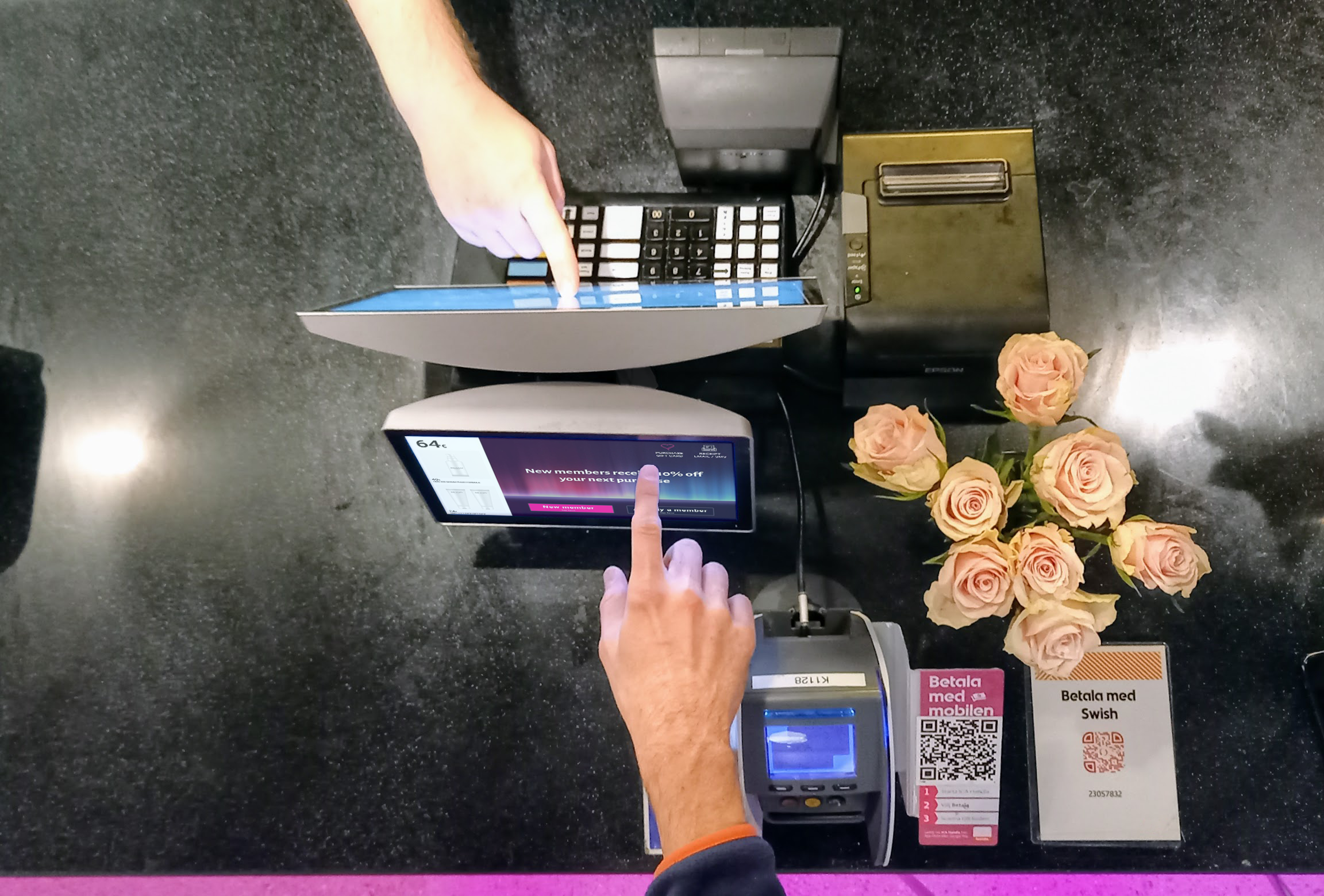
Dual input en dos monitores táctiles simultáneamente

Dual input o dual point user input  son términos comunes que describen el desafío de "múltiples entradas táctiles en dos dispositivos interconectados al mismo tiempo".
Cuando hay entradas táctiles de dos pantallas táctiles interconectadas al mismo tiempo, esto requerirá una solución técnica para poder funcionar. Esto se debe a que algunos sistemas operativos solo permiten el funcionamiento de un único cursor. Cuando hay dos usuarios, como en el ejemplo de la imagen, las dos entradas táctiles simultáneas requerirían dos "cursores" funcionando en el sistema operativo. Si uno de los usuarios también tiene un ratón conectado a su monitor, existe el riesgo de que el segundo usuario moleste al primer usuario moviendo el puntero del ratón. En el ejemplo de la imagen, el segundo usuario de la pantalla normalmente interferiría con el usuario de la pantalla principal.
Estas soluciones técnicas se pueden observar, por ejemplo, en solicitudes de patentes en el área de dual input.
Los consumidores a veces necesitan ayuda y asistencia para que esta configuración de entrada dual funcione con dos pantallas táctiles.
Hay empresas dedicadas que trabajan en soluciones empresariales (B2B) de dual input. Otro ejemplo B2B que requeriría una solución técnica podrían ser dos televisores LCD de 55", cada uno con su propia superposición táctil IR. Esto requería más ayuda para resolver el problema de dual input, ya que implicaría la entrada en dos pantallas al mismo tiempo.
Finalmente, también estamos viendo marcos de tecnología web que agregan soporte para dual input. Un ejemplo es Smart Client, que lanzó soporte para dual input en su software v. 12.
- Multimonitor
- Pantalla táctil